# Robert Goebbels

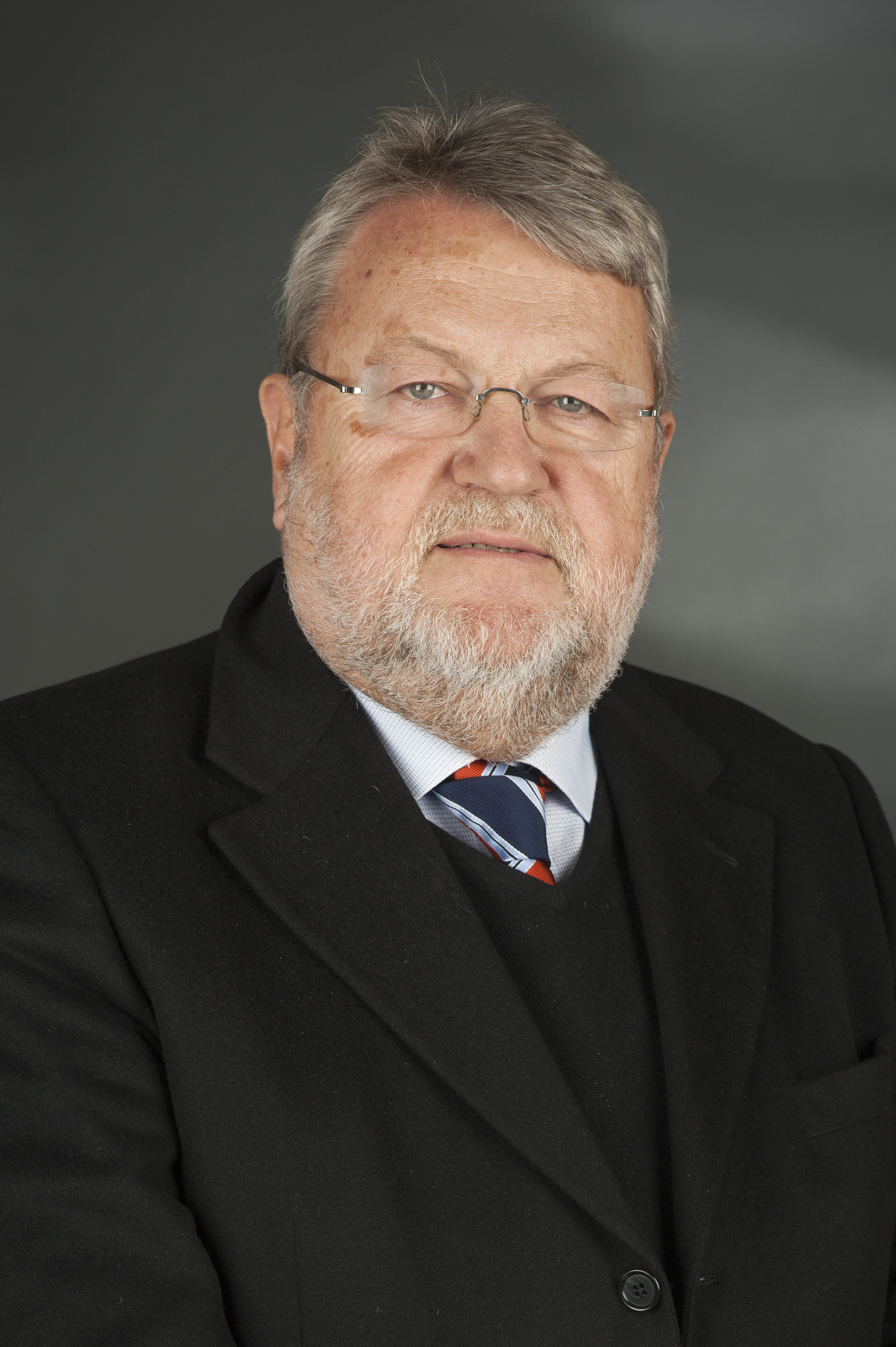
Robert Goebbels in 2014

Robert Goebbels (Luxemburg, 3 april 1944) is een politicus uit Luxemburg.

## Biografie
Na zijn opleiding werkte hij als journalist en was tussen 1972-1974 voorzitter van de "Vereniging van Luxemburgse Journalisten" (ALJ). Van 1970-1975 was hij secretaris-generaal van de Lëtzebuerger Sozialistesch Aarbechterpartei (LSAP).
Tussen 1976 en 1984, en opnieuw 2000-2005, was hij lid van de gemeenteraad van de stad Luxemburg. In 1984 werd hij benoemd tot staatssecretaris voor Buitenlandse Betrekkingen en de Staatssecretaris van Economische Zaken van de regering van Jacques Santer. In deze functie was hij aanwezig bij de ondertekening van het Verdrag van Schengen op 14 juni 1985.
Vanaf 1989 was hij minister van Economische Zaken, Verkeer en Waterstaat, en 1994, en in de regering van Jean-Claude Juncker, Minister van Openbare Werken en Energie.
Bij de verkiezingen van 1999 werd Goebbels verkozen als afgevaardigde in het Europees Parlement, waar hij vicepresident van de Europese Socialisten werd en zich vooral bezighoudt met economische en financiële dossiers. In 2004 en 2009 werd hij verkozen voor een nieuwe termijn. Hij zit in het parlement voor de Lëtzebuerger Sozialistesch Aarbechterpartei.
Van 2009-2014 is Goebbels vicevoorzitter van de Delegatie voor de betrekkingen met de landen van Zuidoost-Azië en de Associatie van Zuidoost-Aziatische Landen. Ook is hij lid van de Commissie industrie, onderzoek en energie en als plaatsvervanger in de Commissie economische en monetaire zaken, de Bijzondere Commissie georganiseerde misdaad, corruptie en het witwassen van geld en in de Delegatie in de Paritaire Parlementaire Vergadering.
- Gemeinsame Normdatei: 1117369382
- International Standard Name Identifier: 0000 0001 1648 137X
- Library of Congress Control Number: no2009002398
- Virtual International Authority File: 56444108
- WorldCat: E39PBJgCMVjcJx3WyK8cT6QTHC